# Joseph Trutch

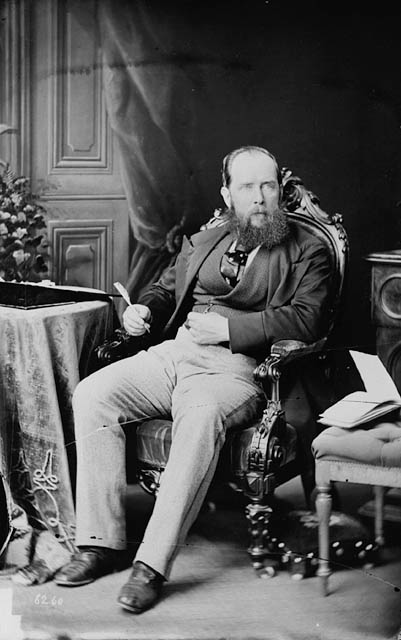
Joseph Trutch

Sir Joseph William Trutch (* 18. Januar 1826 in Ashcott; † 4. März 1904 in Taunton) war ein britischer Ingenieur, Politiker und Inhaber höchster politischer Ämter in British Columbia.
Joseph William Trutch war der Sohn von William Trutch und Charlotte Hannah Barnes. Bereits früh betrachtete er das expandierende British Empire als riesigen Raum für zahlreiche Möglichkeiten. In British Columbia gelangte er zu erheblichem Vermögen und gehörte zur Führungsschicht der Hauptstadt Victoria. Er warb für den Anschluss der Provinz an das 1867 gegründete Kanada und wurde ihr erster Vizegouverneur. Dabei brach er mit der Indianerpolitik seines Vorgängers, überließ ihnen winzige Reservate und ließ sie bei Bedarf enteignen, vor allem, wenn es um seine politischen Freunde ging. Trotz seiner Erfolge kehrte er 1899 nach Großbritannien zurück, wo er seine letzten Lebensjahre verbrachte.

## Leben

### Frühe Jahre
Seine ersten Jahre verbrachte Trutch auf Jamaika, wo sein Vater ab etwa 1820 Landeigentümer war und als Clerk of the Peace richterliche Aufgaben übernahm. 1822 heiratete er Charlotte Hannah Barnes, mit der er fünf Kinder hatte.
1834 kehrte die Familie nach England zurück. Trutch ging in die Mount Radford College-School in Devon. Bei dem Ingenieur Sir John Rennie lernte er sein Ingenieurshandwerk und arbeitete an der Great Northern Railway und an der Great Western Railway. Zwar interessierte er sich schon früher für Nordamerika, weil sich dort seines Erachtens die größeren Möglichkeiten boten, doch erst der Goldrausch in Kalifornien veranlasste ihn, 1850 dorthin zu gehen.

### Aufenthalt in den USA (1850–1858)
Die folgenden neun Jahre verbrachte er in den USA, zunächst in San Francisco. Doch verachtete er die dortige Gesellschaft als roh. An seine Eltern schrieb er: „If I could get known among the best people, I mean the capitalists, I should be sure to do well.“ (Wenn ich unter den besten Leuten bekannt würde, ich meine den Kapitalisten, sollte ich sicher sein, dass es mir gut geht.) Wenig später ging er in das Oregon Territory, wo er eine Beschäftigung beim Städtebau von St Helens in Oregon fand, dann in Milton in Washington. 1852 stieg er zum assistant surveyor im surveyor general’s office auf, war also mit Landvermessung und -vergabe betraut.
Während seiner Unternehmungen am Columbia River und am Puget Sound kam Trutch mit den örtlichen Indianern in Kontakt. Er hielt sie in einem Schreiben an seine Eltern für „the ugliest & Laziest creatures I ever saw, & we shod. as soon think of being afraid of our dogs as of them.“ Hier zeigte sich in aller Deutlichkeit die Überheblichkeit, die Trutchs Handlungen auf diesem Feld durchzogen, zugleich der Unwille, sich mit den Verhältnissen auseinanderzusetzen, sowie seine offene Verachtung.
Zugleich ebneten gute Kontakte Trutch den Weg. Sein Vorgesetzter John Bower Preston, der einer einflussreichen Familie in Illinois angehörte, brachte ihn in Kontakt mit seiner Schwägerin Julia Hyde aus New York. Die beiden heirateten am 8. Januar 1855 und siedelten sich in Illinois an, wo Trutch weiterhin für Preston arbeitete. Dabei beteiligte er sich an Landspekulationen im Raum Chicago. Dennoch langweilte ihn diese Art des Lebens und die Kälte griff seine Gesundheit an.

### Ingenieur in British Columbia
Als der Fraser-Canyon-Goldrausch im Frühjahr 1858 begann, zog es Trutch nach British Columbia, wo Engländer, wie er an seinen Bruder John schrieb, unter ihrer eigenen Flagge und eigenen Gesetzen leben konnten. John war bereits seit 1857 in der britischen Kolonie. In London fragte Joseph Trutch beim Colonial Office nach, ob es dort eine Stelle gebe. Obwohl keine Stelle verfügbar war, erhielt er von Sir Edward Bulwer-Lytton, dem zuständigen Sekretär für die Kolonien, ein Empfehlungsschreiben an den Gouverneur James Douglas. Auch traf er Richard Clement Moody, der mit den Royal Engineers dorthin ging.

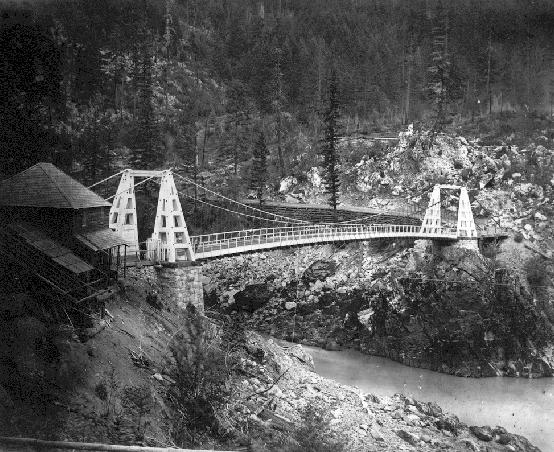
Die Alexandra-Hängebrücke bei Spuzzum, 1868

Trutch kam im Juni 1859 nach British Columbia. Er arbeitete zunächst am unteren Fraser River und errichtete Wege wie den Harrison-Lillooet trail in die Cariboo-Region. 1862 baute er zusammen mit seinem Bruder John den Abschnitt der Cariboo Road den Fraser-Canyon aufwärts von Chapmans Bar bis Boston Bar, wo auch die Alexandra suspension bridge entstand. Auf dieser Brücke durfte Trutch für sieben Jahre Maut kassieren, was ihm zwischen 10 und 20.000 Dollar im Jahr einbrachte.

### Politische Karriere und Indianerpolitik (ab 1861)
Im November 1861 errang Trutch zwar einen Sitz im Parlament der Vancouver-Insel in Victoria, doch wurde dieses Anfang 1863 aufgelöst. Im April 1864 wurde Trutch durch Gouverneur Douglas zum chief commissioner of lands and works ernannt. Die Presse sah hierin einen Interessenkonflikt, denn Trutch war selbst Besitzer umfangreicher Landstücke. Durch sein Amt war er automatisch Mitglied im Executive Council of British Columbia.
Sein Haus, Fairfield House, mit Blick auf die Juan-de-Fuca-Straße, wurde zu einem Mittelpunkt des Lebens der provinziellen Elite. Trutch las als Anglikaner in der Christ Church Cathedral. Peter O’Reilly, der gold commissioner, heiratete 1863 Trutchs jüngste Schwester Caroline Agnes. 1870 heiratete sein Bruder John Zoe Musgrave, die Schwester von Anthony Musgrave, dem letzten Kolonialgouverneur von British Columbia.
Kurz nachdem Trutch chief commissioner of lands and works geworden war, trat Douglas zurück. Er hatte dafür gesorgt, dass Indian reserves tatsächlich geschützt blieben. Trutch glaubte hingegen, die Indianer sollten der weißen Kolonisation Platz machen. Er erkannte ihre Landansprüche nicht an und er sorgte dafür, dass die Reservate möglichst klein waren. Damit begann er bei den Shuswap reserves im Gebiet um Kamloops und setzte diese Politik am Fraser fort. Mit seinem Vorgehen schuf er Probleme, die bis heute nicht gelöst sind.

### Anschluss an Kanada
Seit 1866 Mitglied im Legislative Council wehrte er sich, wie die politische Elite insgesamt, gegen den Anschluss an Kanada und eine Lockerung der Beziehungen zu Großbritannien. 1869 wurde Musgrave Gouverneur. Er und Trutch freundeten sich an, Musgrave sagte zu, dass die Pensionsansprüche der Kolonialbeamten erhalten blieben. Zusammen mit John Sebastian Helmcken und Robert William Weir Carrall führte Trutch die Anschlussverhandlungen in Ottawa.
Helmcken räumte ein, Trutch sei „head and shoulders above us in intellect – and pertinacity“ und Trutch sei in Ottawa „everything and everybody“. Er verlangte einen Eisenbahnanschluss – unter der Hand signalisierte er allerdings, dass dies nicht zu wichtig zu nehmen sei – für die Provinz und die Übernahme der Indianerpolitik „a policy as liberal as that hitherto pursued by the British Columbia Government“ (eine so liberale Politik, wie sie bisher von der Regierung British Columbias verfolgt wurde). In Ottawa ahnte man wenig von der tatsächlichen Indianerpolitik der Provinz.
Am 20. Juli 1871 wurde British Columbia eine Provinz Kanadas, Joseph Trutch ihr erster Vizegouverneur. Er sorgte dafür, dass John Foster McCreight der erste Premier wurde. Nach der Wahlniederlage von 1872 setzte er jedoch auf Amor De Cosmos, der den Einfluss nicht gewählter Männer reduzieren wollte.

### Eisenbahngeschäfte
Im Streit mit den USA um die San Juan Islands und um Alaskas Grenzen spielte Trutch eine erhebliche Rolle, doch reizten ihn Geldgeschäfte mehr als eine öffentliche Aufgabe. Er wollte eine führende Rolle in der Canada Pacific Railway Company spielen, doch mit dem Pacific Scandal von 1873 scheiterten diese Pläne. Mit der Regierungsübernahme durch Alexander Mackenzie verlor Trutch seine politischen Kontakte in Ottawa.
So blieb Trutch bis zum 28. Juli 1876 im Amt. Erst als die Konservativen 1878 an die Macht zurückkehrten, eröffneten sich neue Möglichkeiten. Trutch wurde 1880 dominion agent in British Columbia mit besonderer Befugnis beim Eisenbahnbau, ebenso wie in Indianerfragen. Zusammen mit seinem Schwager Peter O’Reilly, dem Indian reserve commissioner, sorgte er für entsprechende Landenteignungen. Sein Bruder arbeitete als Land Commissioner für die Esquimalt and Nanaimo Railway. 1885 bis 1892 lebte er in Victoria, kehrte danach nach England zurück.
Trutch blieb bis 1889 im Amt, wofür er in den Order of St. Michael and St. George aufgenommen wurde. Er ging nach Großbritannien, kehrte noch einmal nach Victoria zurück, als seine Frau dort 1894 starb. Er war weiterhin an wirtschaftlichen Unternehmen beteiligt, wie den Silver King Mines in West Kootenay. Joseph Trutch starb am 4. März 1904 in Somerset, in der Grafschaft, in der er geboren worden war.

## Nationale Würdigung
Die kanadische Bundesregierung ehrte Trutch am 28. November 1975 für sein Wirken und erklärte ihn, später auch unter Berücksichtigung der negativen Auswirkungen seiner Politik auf die indigenen Völker, zu einer „Person von nationaler historischer Bedeutung“.